# Йохан III (Катценелнбоген)
Йохан III (I, II) фон Катценелнбоген (на немски: Johann III (I, II) von Katzenelnbogen; † 2 март 1357) е граф на горното Графство Катценелнбоген (около Дармщат).

## Произход
Той е син на граф Бертхолд III фон Катценелнбоген († 1321) и Аделхайд фон Сайн († сл. 1347), дъщеря на граф Йохан I фон Сайн († 1324) и Елизабет фон Хесен († 1293). Внук е на граф Еберхард I фон Катценелнбоген († 1311) и съпругата му Елизабет фон Епщайн († 1271). Брат е на граф Еберхард III († 1328).
Гробната плоча на Йохан III (II) фон Катценелнбоген се намира в манастир Ебербах.

## Фамилия
Първи брак: с Анна фон Спонхайм-Кройцнах († ок. 1330), дъщеря на граф Симон II фон Спонхайм-Кройцнах († 1337) и Елизабет фон Хайнсберг-Фалкенбург. Те нямат деца.
Втори брак: пр. 24 юни 1340 г. за Юта (Елизабет) фон Изенбург-Лимбург († 12 март 1336), дъщеря на граф Герлах II фон Изенбург-Лимбург и първата му съпруга Агнес фон Насау-Зиген. Те имат една дъщеря:
- Аделхайд († 1397), омъжена на 21 февруари 1355 г. за граф Хайнрих II фон Спонхайм-Боланден († 1393)